# 미니 VGA
미니 VGA 단자는 VGA 단자를 대체하기 위한 비표준, 사유의 단자로서 일부 노트북과 기타 시스템에서 사용된다. 그러나 대부분의 노트북들은 표준 VGA 단자를 사용한다. 애플, HP, 에이수스는 같은 이름의 별도의 구현체를 가지고 있다. 미니 VGA 포트는 VGA 외에도 EDID를 사용하여 컴포지트 비디오와 S 비디오 신호 출력을 제공한다.